# Batalha de Sangin (2017)
A Batalha de Sangin culminou quando a cidade de Sangin, na província de Helmand, Afeganistão, foi capturada pelos talibãs em 23 de março de 2017. Durante dois meses, o Talibã tinha lançado ataques na tentativa de recapturar a cidade.

## Combates iniciais
Em janeiro, combatentes talibãs lançaram um forte ataque contra posições do governo em Sangin, matando mais de 100 soldados e policiais, porém seriam  expulsos com a ajuda de tropas extras e ataques aéreos. As autoridades declararam que os combatentes usaram túneis a partir de casas particulares para atingir postos de controle governistas da linha de frente. Também em 31 de janeiro, 19 combatentes talibãs foram mortos e 25 ficaram feridos. Dois membros do serviço afegão foram mortos e muitos feridos durante os confrontos.
Em 2 de fevereiro, pelo menos 32 insurgentes talibãs foram mortos, incluindo três comandantes, e 40 feridos durante um ataque a uma base militar no distrito de Sangin conforme informou o gabinete do governador da província em um comunicado. Em 11 de fevereiro, o governador de Helmand, Hayatullah Hayat, declarou que pelo menos 60 insurgentes talibãs foram mortos à noite em operações de segurança apoiadas pelas forças aéreas estrangeiras, o que causou vítimas civis.  Mais tarde, a Missão das Nações Unidas no Afeganistão afirmou que os bombardeamentos aéreos dos Estados Unidos em Sangin ocorreram em 9 e 10 de fevereiro e investigações iniciais sugerem que os ataques aéreos mataram pelo menos 18 civis, quase todas as mulheres e crianças.

## Queda da cidade
A área em torno de Sangin havia sido um dos pontos fortes da atividade do Talibã por vários anos e no mesmo distrito haviam morrido mais britânicos  e fuzileiros navais estadunidenses do que qualquer outro distrito no Afeganistão. Depois de sofrer repetidos ataques insurgentes, as forças governistas encarregadas de defender a cidade supostamente se retiraram durante a noite, permitindo que o Talibã assumisse o controle na manhã de 23 de março.

## Resultado
Como a cidade a cidade encontra-se em uma estrada estratégica para Lashkar Gar, a perda de Sangin foi interpretada como um grande revés para o governo afegão, potencialmente abrindo caminho para mais avanços do Talibã nas províncias de Helmand e Kandahar. O coronel Richard Kemp, que anteriormente comandou as forças britânicas no Afeganistão, afirmou que as tropas britânicas e estadunidenses "deveriam ter permanecido no Afeganistão em números muito maiores para acompanhá-los durante o muito perigoso período de transição por mais tempo". Imediatamente após a retirada em março, o chefe de polícia de Sangin, Mohammad Rasoul, declarou que as forças de segurança estavam preparando "reforços para recapturar o distrito", embora nenhuma ação significativa tenha ocorrido. Em abril de 2017, um desdobramento de 300 fuzileiros navais estadunidenses começou a chegar na região, no Camp Shorabak (anteriormente Camp Bastion), em uma função de apoio não-combativo para o 215.º Corpo do Exército Nacional do Afeganistão, incluindo "segui-los no campo de batalha".